# Восстание в Дагестане (1920—1921)
Антисоветское восстание в Дагестане (в советской историографии — Мяте́ж Гоци́нского) — вооружённое выступление, возглавляемое Нажмудином Гоцинским, длившееся с сентября 1920 года по май 1921 года. На пике восстания повстанцы практически полностью контролировали три округа Дагестана из девяти: Аварский, Андийский и Гунибский, а ещё в трёх шли боевые действия: Даргинском, Кази-Кумухском и Темир-Хан-Шуринском.
После опустошительной для горского населения Гражданской войны в Дагестане установилась советская власть. Причинами восстания в нагорной части региона называются низкое качество работы новых властей, их злоупотребления, политика продразвёрстки и террора. Руководство повстанческим движением осуществлялось религиозными исламскими деятелями, имеющими авторитет у населения, и местными представителями бывшего имперского офицерства. Восстание охватило половину Дагестана, а в январе 1921 года распространилось на горную часть соседней Чечни. До февраля 1921 года восстание шло с переменным успехом для повстанцев, горцы активно использовали незнание местности красноармейцами, которые несли ощутимые потери. Переломным моментом стал захват Грузии большевиками, дагестанские повстанцы были отрезаны и остались без поддержки с тыла. Красная армия провела мобилизацию, задействовав большие силы из других регионов, и имела военно-техническое преимущество в виде артиллерии, броневиков, авиации и химического оружия. Мятеж был подавлен, боевые действия повлекли негативные последствия для местных жителей, было уничтожено около сотни сёл.

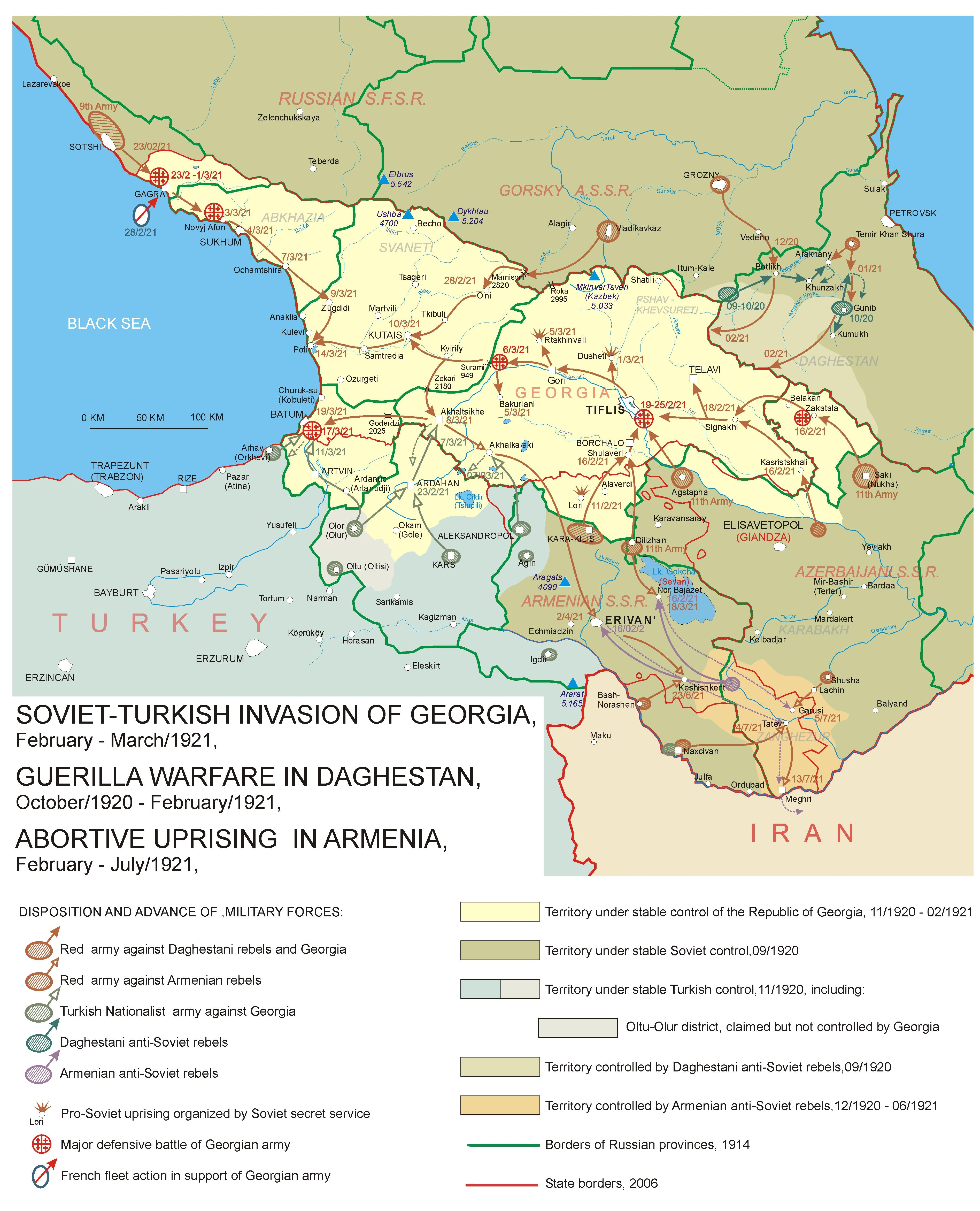
Военная обстановка на Кавказе при вторжении в Грузию советских и кемалистских войск, февраль-март 1921 года. Авторы: Э. Андерсен и Г. Парцхаладзе.

## Предыстория и причины

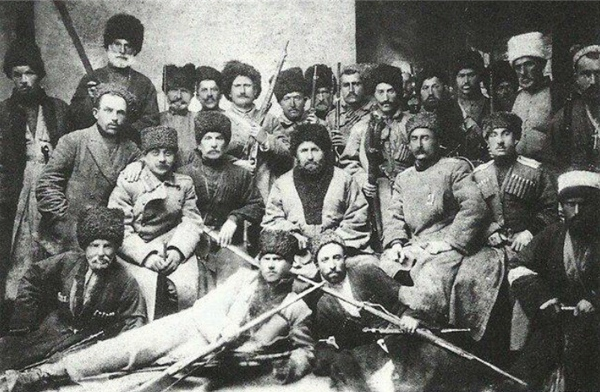
Нажмудин Гоцинский со сторонниками. 1918 год. Темир-Хан-Шура.
Военный парад XI Красной армии в Темир-Хан-Шуре после установления советской власти. Дагестан. 1920.

В результате Гражданской войны из Дагестана была выведена Добровольческая армия генерала Деникина и  установлена большевистская власть. Шейх Нажмудин Гоцинский, Кайтмаз Алиханов и другие, ранее воевавшие с Красной армией, находясь в подполье, продолжали вынашивать планы борьбы с большевиками. Нажмудин после укрепления советской власти ушёл со своими соратниками в ещё не захваченную большевиками Грузию.
За несколько лет Гражданской войны, по советским данным, в Дагестане было уничтожено 45 сёл, без домов остались 60 тысяч семей. Население с 1917 года сократилось на 14% из-за голода, нищеты, эпидемий и боевых действий. Ущерб понесли также скот и посевные площади. Была разрушена экономика — дагестанская промышленность в 1921 году давала на 90% меньше продукции, чем в 1913 году. У населения вызывали недовольство «рогатки» на границах с Азербайджаном и Терской областью, где находились излишки ресурсов, которые могли бы облегчить ситуацию с голодом в Дагестане. Фиксировались случаи, когда местные ревкомы использовали своё положение для наживы. Группа советских работников докладывала: «После водворения Советской власти в Дагестане и, в частности в Андийском округе, в течение 6 месяцев почти никакая советская работа в округе не велась. Население не было ознакомлено с целями и задачами Советской власти. Оно всецело было предоставлено само себе». Такая же ситуация была и в других районах Нагорного Дагестана.
С установлением власти большевиков в Дагестан пошёл приток русских кадров, вытеснив большинство местных членов правящей партии, началась централизация — решения принимались в Ростове, стала применяться политика военного коммунизма, начались нападки на обычаи и ислам, карательные рейды, полицейские доносы, шантаж, грабежи, конфискация запасов, принудительный призыв в красные полки, реквизиция и уничтожение мелкой торговли.

Магомед Джафаров писал:
«Основными причинами восстания считаю:
1. Неумелый подход к работе первой советской организации;
2. Злоупотребление властью со стороны окружных комиссаров. Невероятное взяточничество. Комиссары были хуже, чем начальники округов раньше;
3. Развёрстка, особенно на кур, масло, яйца. Говорили: раньше хоть покупали, теперь прямо берут;
4. Бесчинство отрядов ЧК, массовые аресты и расстрелы;

Это мелочи, но этих мелочей было много. Они разрушали порядок жизни, ничего не давая взамен. Неверно, что кто-то организовал, поднял восстание. Оно вспыхнуло само. Мы пришли уже на готовое, чтобы руководить… Ни один из тех лиц, не смогли бы поднять восстание, если бы за короткое время в массах не накопилось большого количества обид».

## Подготовка и руководство
Гоцинский начал формирование и вооружение отряда в Грузии вместе с грузинскими представителями. В Тифлисе действовал «Комитет организации восстания на Северном Кавказе и в Дагестане», в Лагодехи был создан штаб для подготовки и снабжения восстания, там же и формировались отряды. В подготовке восстания участие принимали эмигрировавшие в Грузию бывшие члены правительства Горской республики — Цаликов, Баммат и другие. По советским данным, Гоцинский дважды неудачно пробовал ввести свои силы на территорию Дагестана в августе 1920 года одновременно с высадкой генерала Врангеля на Кубани. Единомышленники Нажмудина вели агитационную работу в горных сёлах. С началом сентября мелкие группы горцев из Грузии начали входить в Дагестан через ущелья Аварского и Андийского Койсу, Гоцинский и Алиханов пока оставались в Грузии и занимались подготовкой.
8 сентября грузины передали 10 пулемётов, 30 ящиков патронов и 2000 винтовок, 15 сентября — вагон мануфактуры и оружие. На вооружении у повстанцев были трёхлинейные винтовки, берданки, охотничьи ружья, кинжалы, револьверы, а также пулемёты. Повстанцы действовали мобильно, находились в постоянной боевой готовности, знали горную местность, а также метко стреляли. В дальнейшем бойцов снаряжало местное население.

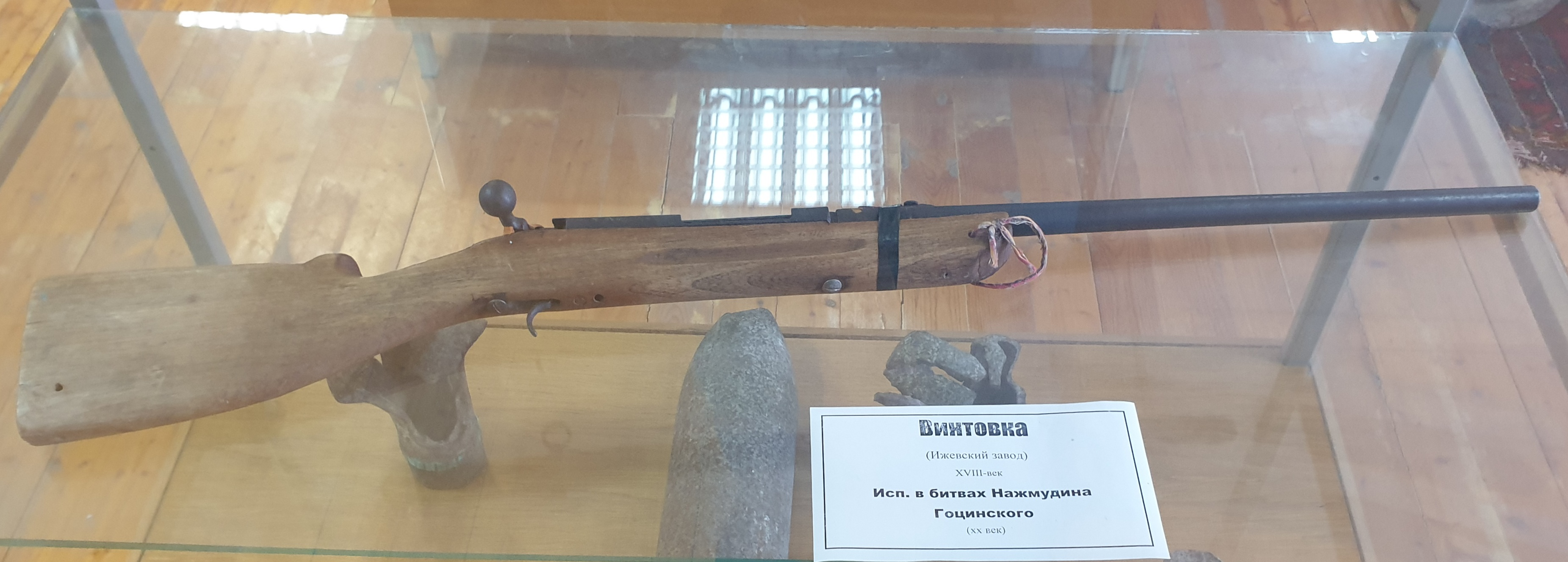
Винтовка с Ижевского завода. Использовалась в битвах Нажмудина Гоцинского. Гимринский историко-краеведческий музей

В Тифлис в начале сентября прибыл Мухаммад Саид Шамиль, внук имама Шамиля, его отец был приглашён возглавить национально-освободительное движение на Северном Кавказе ещё в мае, после смерти Узун-Хаджи, но тот был болен и отправил юного сына. Французские представители вели переговоры с Саидом, чтобы кавказские повстанцы сотрудничали с бароном Врангелем, который тоже воевал с большевиками на другом фронте. Саид с помощью грузинских спецслужб с разведывательной миссией пошёл в Дагестан и вернулся 16 сентября. Вернувшись, он заявил французам, что не поддержит Врангеля, если тот не признает независимость Северного Кавказа.

Руководители восстания
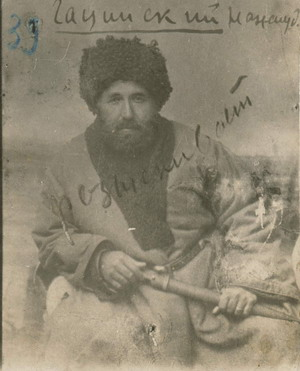
Нажмудин Гоцинский
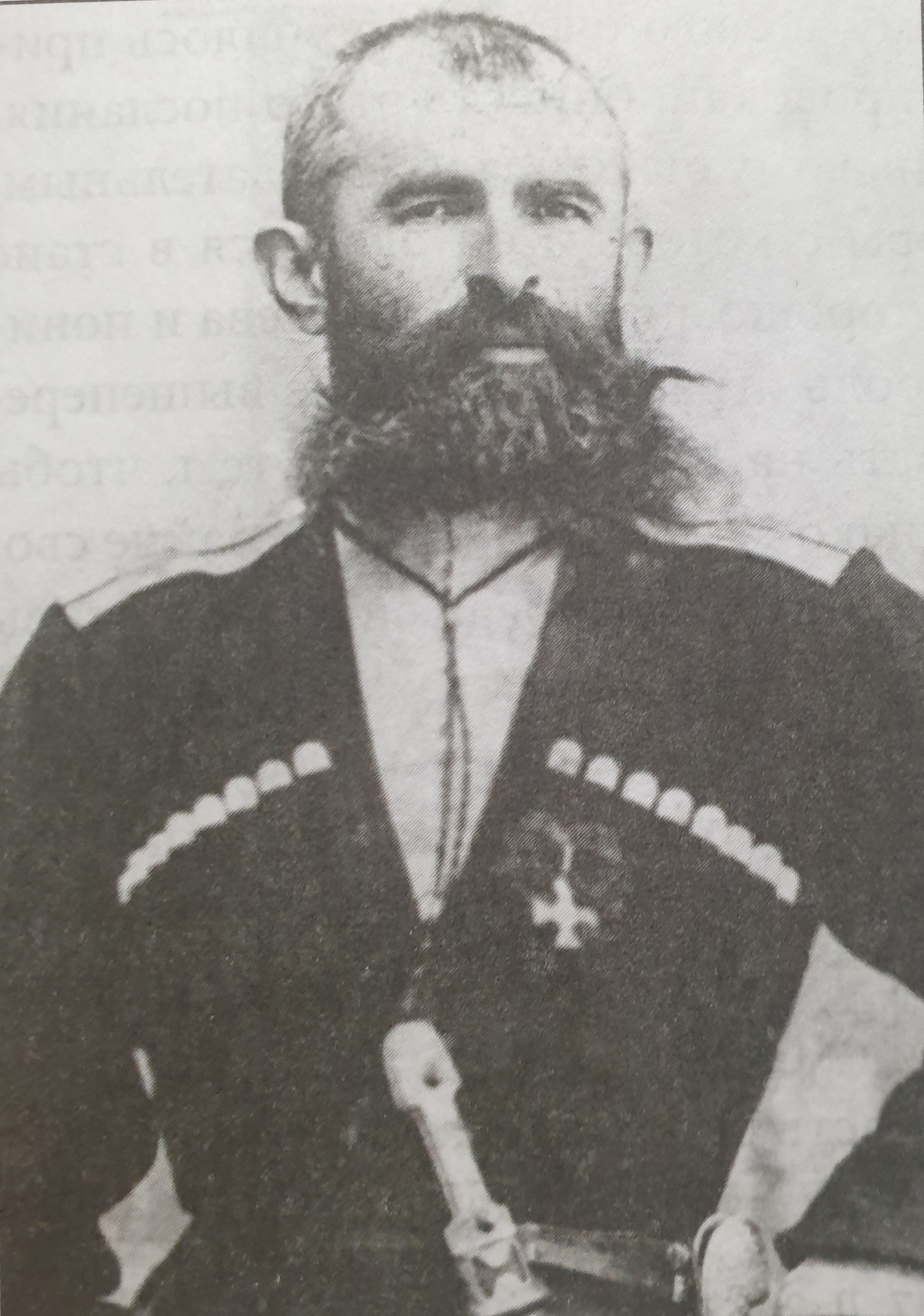
Кайтмаз Алиханов
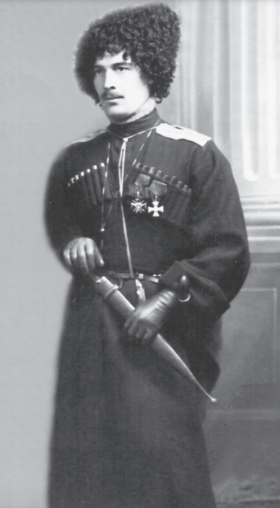
Магомед Джафаров
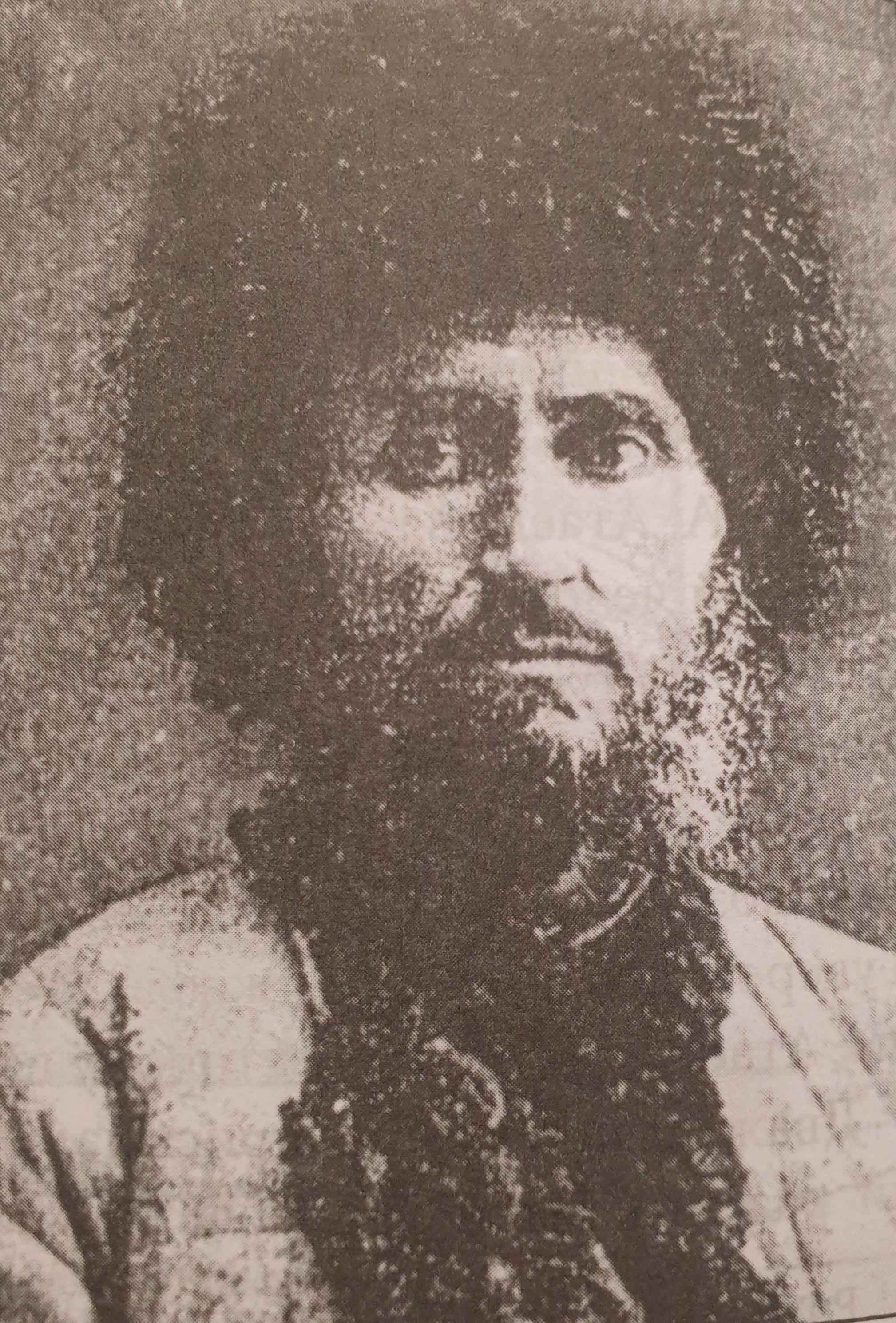
Мухаммад Балаханский
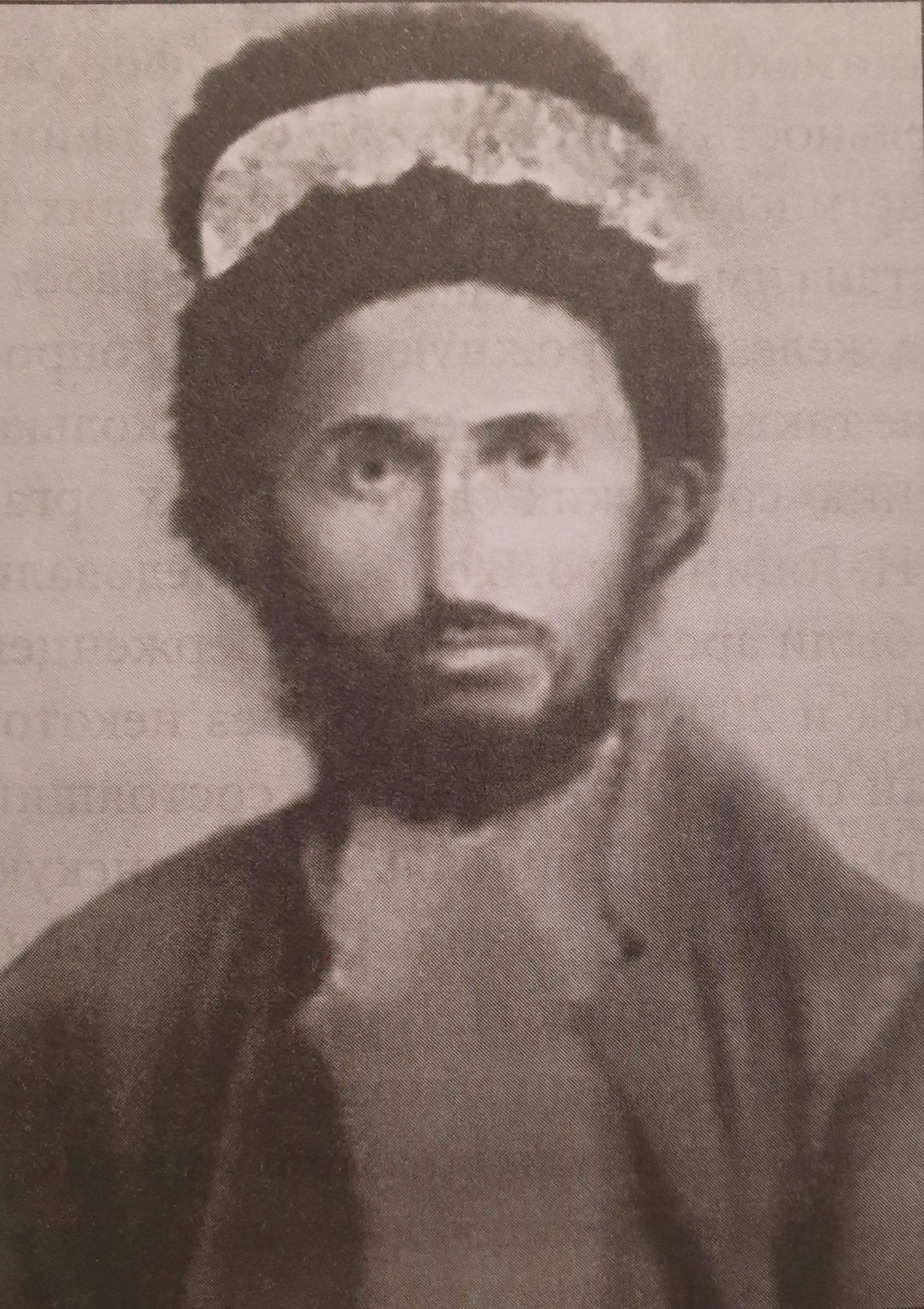
Ибрагим-Хаджи Кучрабский
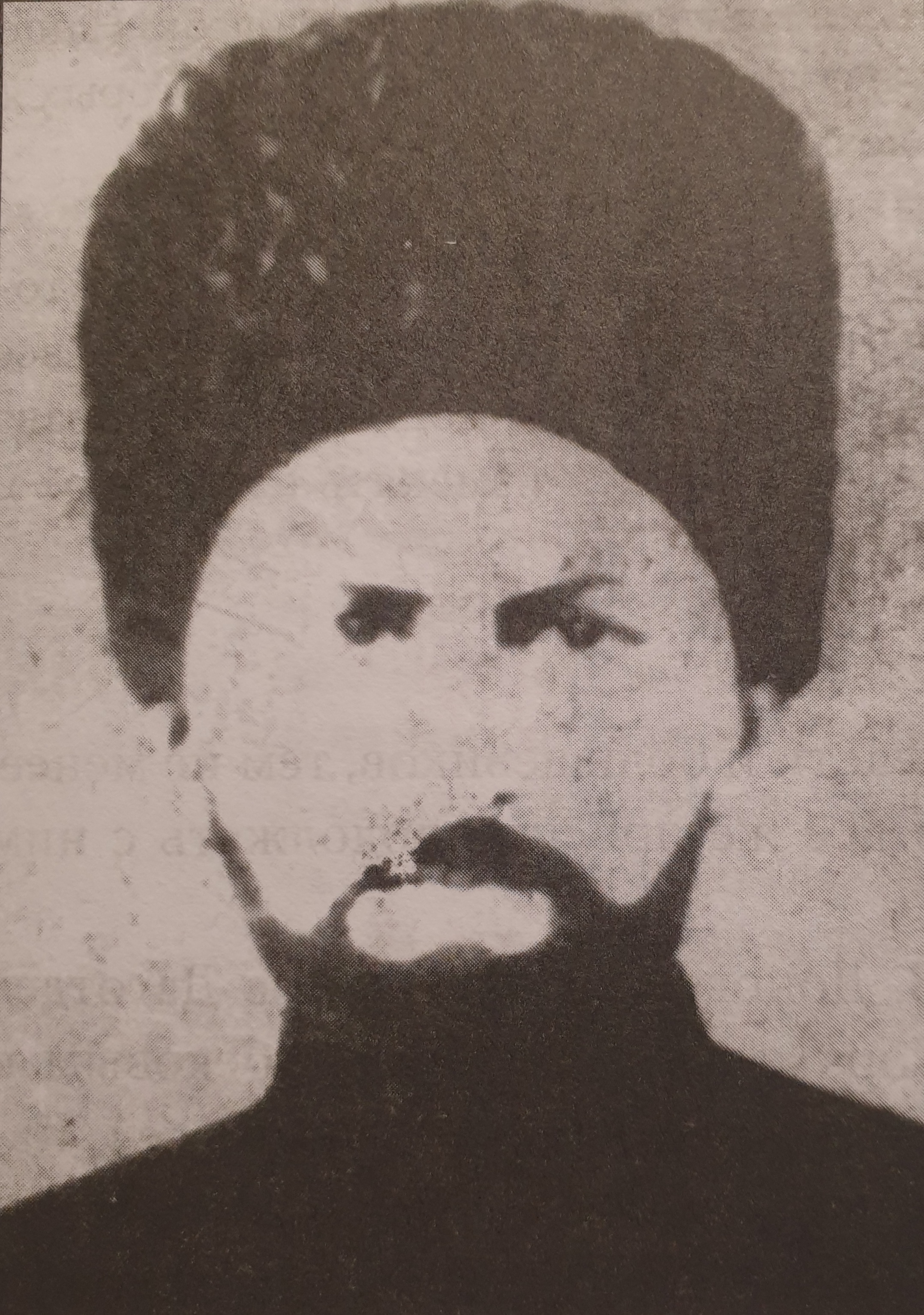
Мухаммад-Хаджи Ансалтинский

Гоцинского поддержали шейхи Дарбиш Мухаммад, Мухаммад-Амин Ансалтинский, Мухаммад Балаханский, Ибрагим-Хаджи Кучрабский, а также профессиональные военные: офицер Кайтмаз Алиханов, полковник Магомед Джафаров и другие. Религиозно-политический совет из четырёх шейхов считался формальным органом, который должен руководить восстанием.
Вооружёнными силами повстанцев командовал Магомед Джафаров. Начальник штаба — военный чиновник Бадави Саидов, адъютант — поручик Цахай. Военными действиями также руководили полковник Омар Пиралов, полковник Шамилев, капитан милиции Имам Али и его брат Гудатло, лейтенант Мухаммад Султан Гирей, лейтенант Хасан Абакаров, Джемал Айдимиров и Муртаз-Али Чупанов.

## Восстание

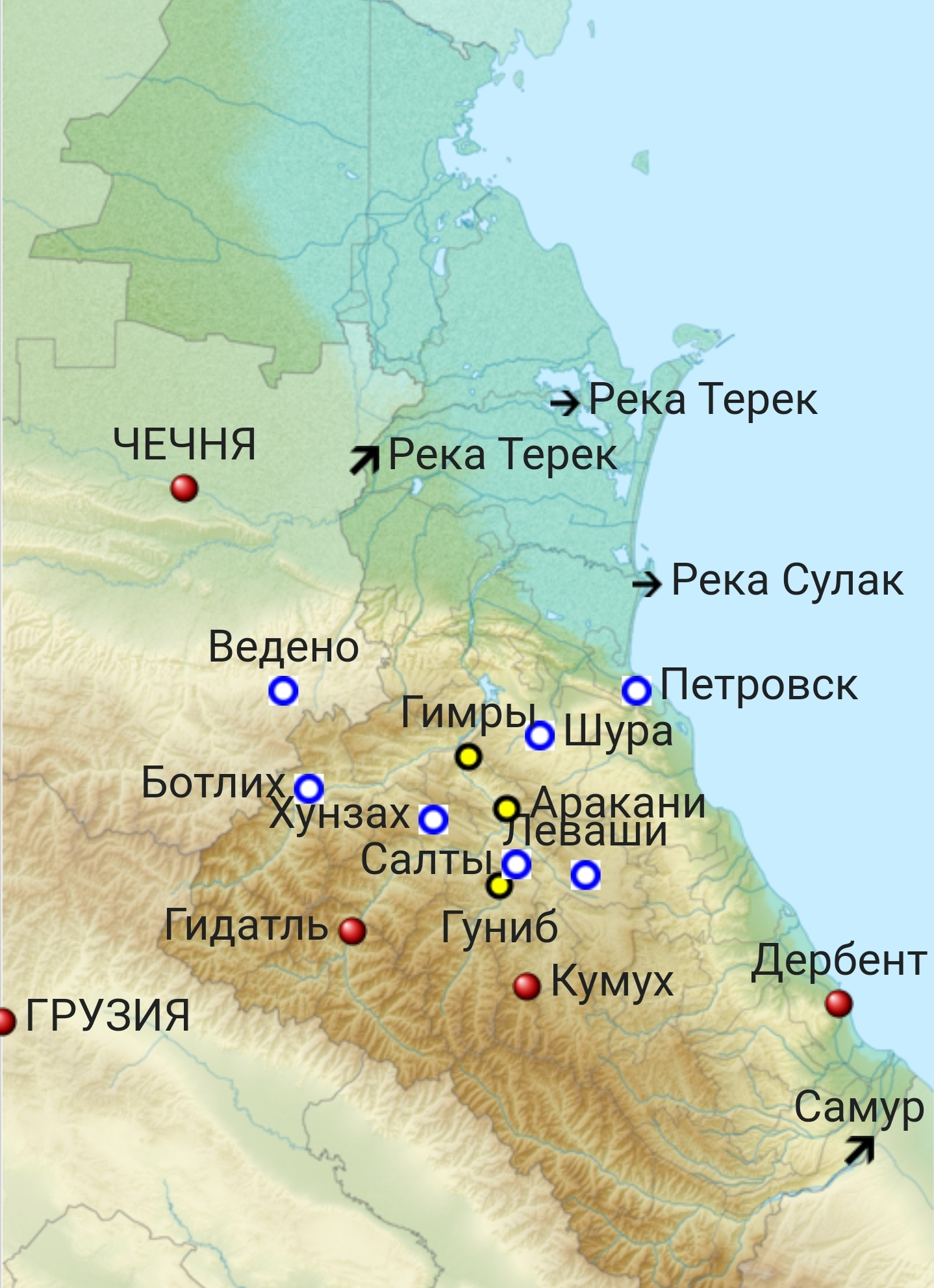
Стратегические пункты. Голубые точки — главные дорожные узлы. Жёлтые точки — каньон

### Начало
В сентябре 1920 года отряды Гоцинского, называемые «шариатскими войсками горских народов», вошли в Дагестан из Грузии по Аваро-Кахетинской дороге, не встречая сопротивления, под лозунгом установления шариатских законов. Граница была слабо защищена, первые действия начались в Дидойском и Анцухо-Капучинском участках Андийского округа. Согласно воспоминаниям участников, поводом для местных волнений стала следующая ситуация: в селении Кидеро в дом Магомеда Жабулава, начальника Дидойского участка, в качестве гостей пришли Гоцинский и Алиханов, которых активно искали большевики. Магомед не мог выполнить требования советов выдать своих гостей из-за обычая куначества, подобный поступок считался позорным. Позже гости ушли, а Магомеда арестовали, что вызвало протесты жителей, среди которых начальник участка пользовался уважением. Дидойцы собрали более чем тысячный отряд, чтобы его вызволить из тюрьмы. Впоследствии Магомед был казнён.
Началась ликвидация органов советской власти. Современники отмечали, что восстание носило характер гражданской войны. Оно соответствовало как национально-освободительному движению, так и священной антирусской войне. В восстании в основном участвовали жители малых сёл, в то время как крупные подверглись советской политической агитации. Восставшие терроризировали представителей советской власти, занимаясь абречеством.

### Разрастание

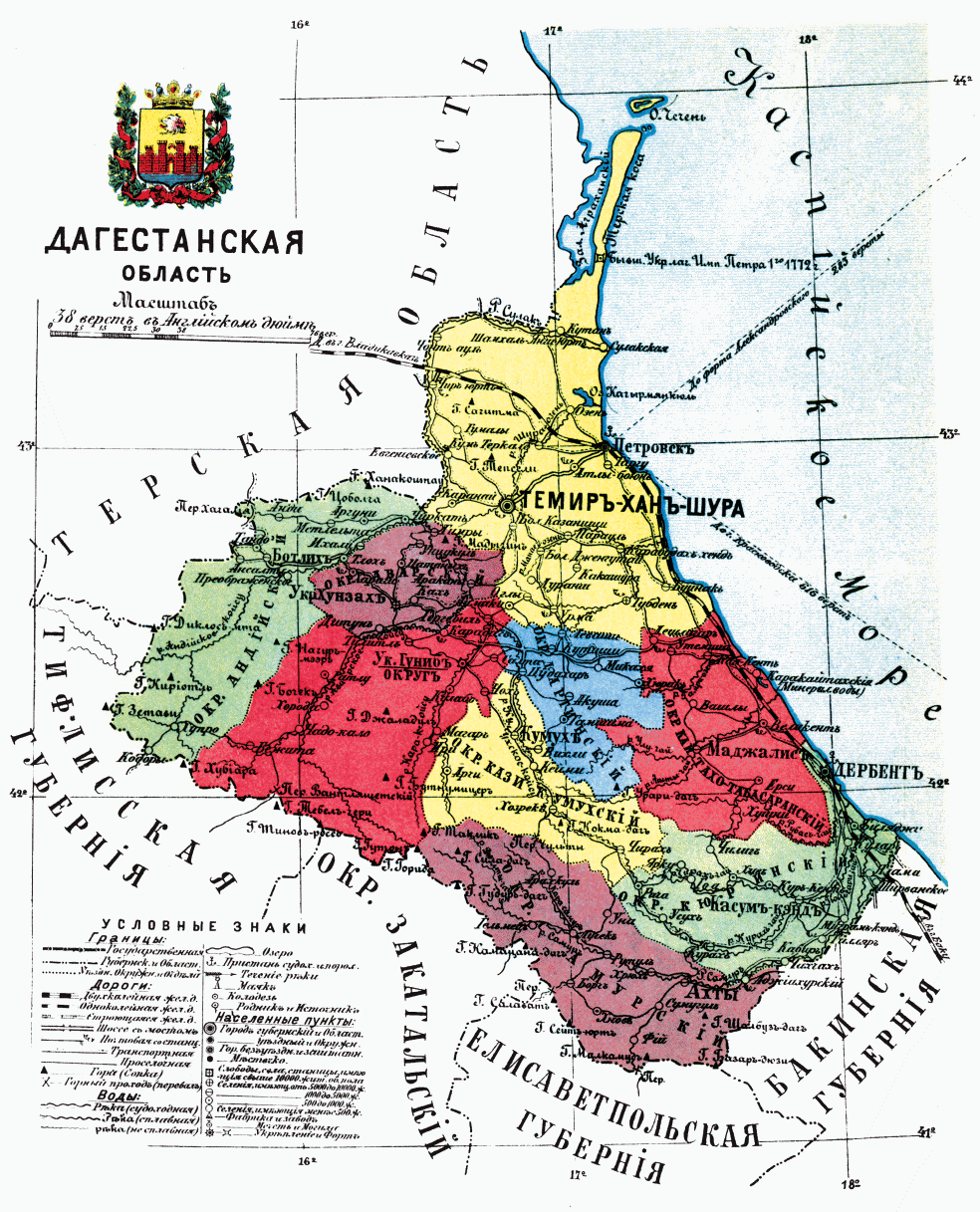
Административная карта Дагестанской области. Восстанием были охвачены Аварский, Андийский и Гунибский, боевые действия шли ещё в Даргинском, Кази-Кумухском и Темир-Хан-Шуринском.

В первый месяц число повстанцев из 600 человек стремительно увеличилось до трёх тысяч.
Узнав о восстании, из Темир-Хан-Шуры в крепости Ботлих, Гуниб и Хунзах было отправлено подкрепление численностью около тысячи человек. На высокогорные аулы были брошены сразу три экспедиции, а гарнизоны крепости остались беззащитными. Отряд, вышедший из Ботлиха, был разгромлен повстанцами численностью в 300 человек на Богосском хребте: разведгруппа, отправленная для изучения позиции противника, исчезла, войска красноармейцев были окружены, ночью под прикрытием артиллерийского огня 44 человека из первоначальных 350 сумели прорваться, но на следующий день сдались, так как их отход был отрезан повстанцами, которые тем временем захватили Ботлих.
23 сентября советский гарнизон в Ботлихе был уничтожен, что стало одной из первых важных стратегических побед движения. Окружённые около Карата силы Красной армии были уничтожены, захвачено много вооружения.
Силы Красные армии смогли овладеть Гидатлем, но вскоре попали в окружение, из которого с боем прорвались, и 25 сентября отступили в Хунзах. В этот день советское военное командование приказало держать оборону на фронте: Сагада — Эчеда — Хварши на правом фланге, Ахвах — Цумада и на обоих берегах Андийского койсу – в центре и Тлерош и Ириб — на левом фланге.
К октябрю восставшие контролировали Аварский, Андийский и Гунибский округи Дагестана и осаждали два оставшихся опорных пункта большевиков: крепости Гуниб и Хунзах. Штаб повстанцев находился в Ругудже. Войско восставших действовало тремя группами: одной на ботлихском направлении руководил Дарбиш-Мухаммад, другую возглавлял сам Гоцинский на хунзахском направлении, третья группа Алиханова шла через Ратлуб для соединения с другими повстанцами у Муни. 2 октября отряд Дарбиш-Мухаммада взял Тлох и Муни вместе с мостом через реку. Вскоре большевики попытались его отбить, но их отряд окружили и уничтожили в Харачи. 3 октября красный батальон помог освободить из окружения свои силы у Хунзаха. 5 октября повстанцы взяли Большой Гоцатль. 7 октября восставшие уничтожили и взяли в плен роту, посланную охранять Карадахский мост. 9 октября повстанцы предприняли попытку взять Гуниб, их отбросили, но им удалось взять стратегически важный Салтинский мост, который связывал Хунзах с Темир-Хан-Шурой. Повстанцы взяли Аракани. Единственной доступной дорогой в Нагорный Дагестан для сил Красной армии осталась Темир-Хан-Шура — Хаджалмахи — Салта.

### Подкрепление Красной армии

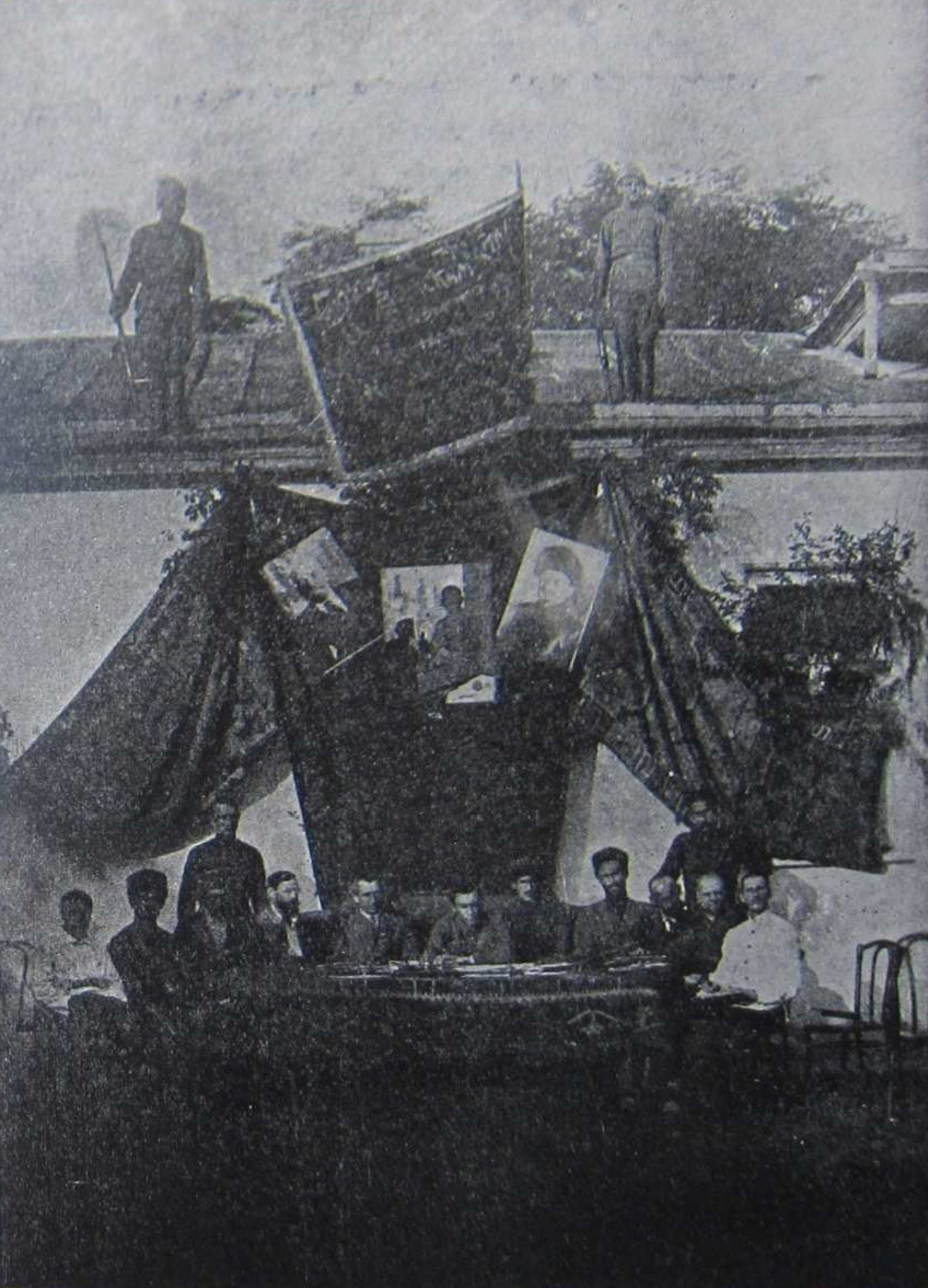
Президиум первого съезда бедноты в Дагестане. 1920 год. За столом Коркмасов

На съезде бедноты 7 октября в селении Леваши лидеры местных партизан-большевиков предлагали самостоятельно подавить мятеж, но решено было задействовать ещё больше сил Красной армии. Командование направило в Дагестан новые части, выведенные в основном из Азербайджана. Была начата мобилизация местного населения. В мобилизации принимали участие Серго Орджоникидзе, Сергей Киров и Коркмасов. Руководством армейскими и партизанскими частями занимался Самурский. Армией командовали сначала Геккер, затем — Левандовский. В армейских частях вождями были Гавриленко, Мирзабек Ахундов, Магомед Далгат, Борис Шеболдаев, Сафар Дударов, Осман Османов, Рабадан Нуров, Кара Караев и другие. Авторитетный шейх Али-Хаджи Акушинский, ранее сотрудничавший с социалистами, несмотря на активные прошения большевиков, отказался призывать народ к противодействию отрядам Гоцинского и, более того, призвал не идти бороться с ним, поскольку был убеждён, что мусульмане не могут воевать друг с другом. Согласно французским сведениям, «красные мобилизовали крестьян, проживающих в оккупированной ими равнине, заставляя их под угрозой репрессий и под началом коммунистов воевать против своих братьев». В совокупности силы Красной армии варьировались от 35 до 40 тысяч человек.

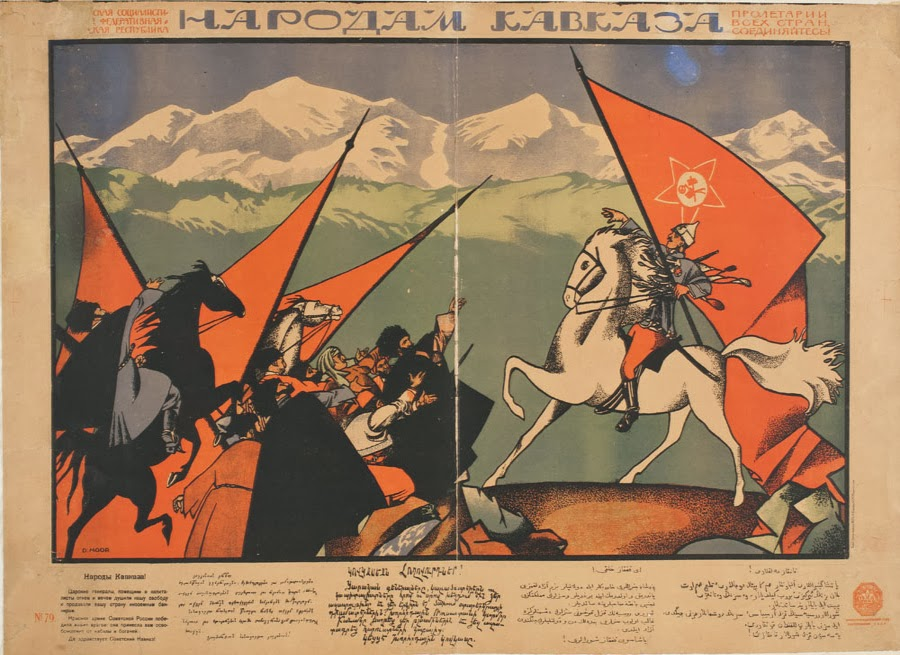
Советский пропагандистский плакат «Народам Кавказа» с призывом воевать за Красную армию. 1920. Автор — Моор

На занятых территориях Гоцинский тоже мобилизовал население.

С новым войском Красная армия взяла Тлох, Салта, хутор Почта. 17 октября после уличных боёв были захвачены Кегер, гунибский мост и Корода. Возвращён был и сам Гуниб. Дальше планировалось взять Хунзах, но наступление в этом направление шло медленно. Связь с хунзахским гарнизоном, который оставался в окружении, они смогли установить только в начале ноября.

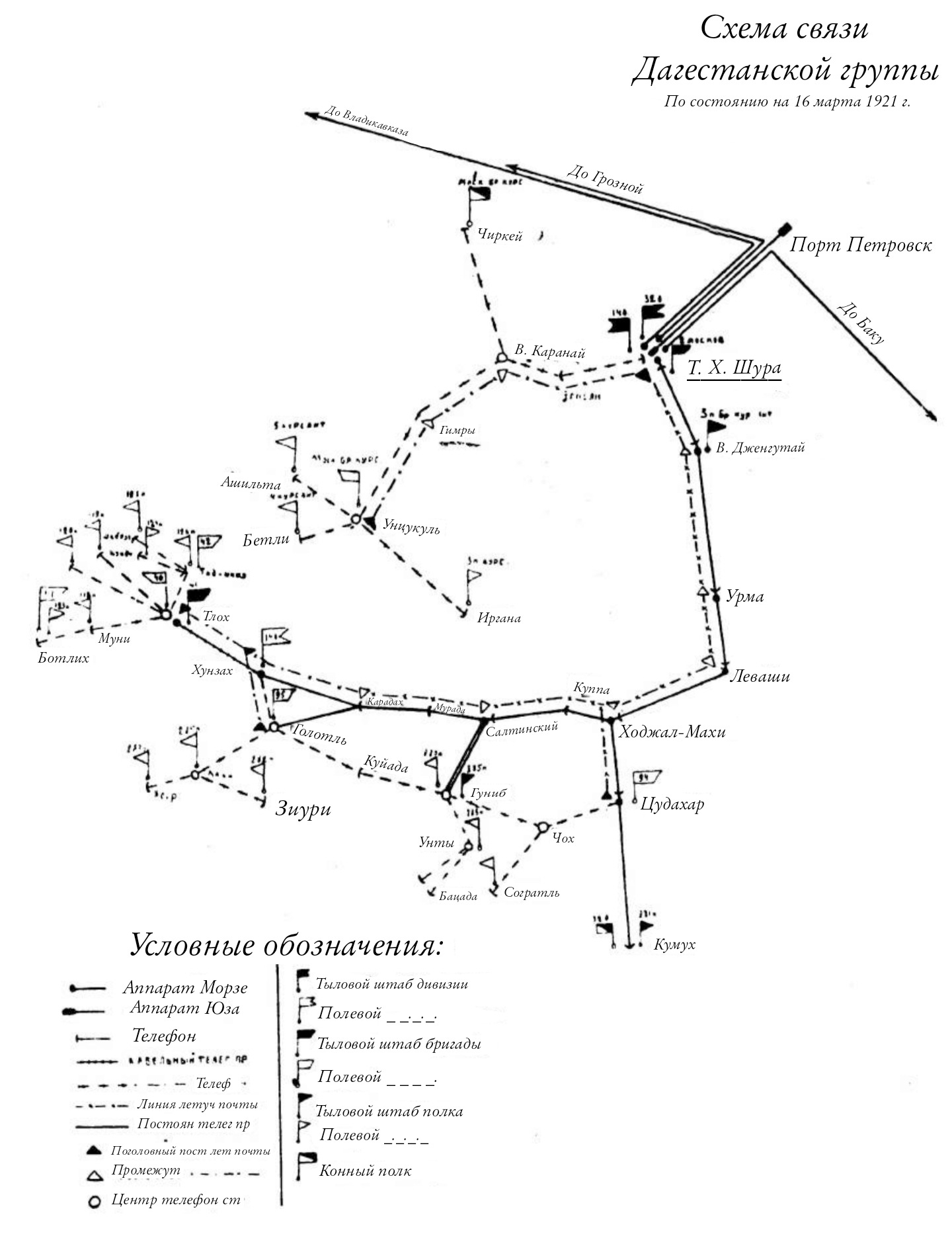
Логистическая схема Дагестана

29 октября в Дагестан прибыл Мухаммад Саид Шамиль. Приезд внука Шамиля впечатлил горских повстанцев. В районе Гидатли его встретил Гоцинский, который объявил Саида руководителем движения. Предполагалось, что Саид должен был взять на себя координационную функцию между Антантой, кавказской иммиграцией в Турции и повстанцами. Деятельность молодого Саида Шамиля в самом восстании ограничивалась моральной и мотивационной поддержкой, исходившей от имени его деда, несмотря на формальное объявление его лидером — его роль была скорее символической.

### Разгром большевиков в Аракани
В конце октября отряды Гоцинского нанесли крупное поражение красноармейцам в сражении в Араканском ущелье, захватив трофейное оружие: четыре артиллерийских орудия, 24 пулемёта и много амуниции. Было убито около 700 красноармейцев, в том числе и Сафар Дударов. Это поражение заставило высшее командование 11-й Красной армии послать подкрепление, руководство было поручено полевым командирам. Со своей дивизией из Баку прибыл Тодорский, осуществлявший общее руководство.
На фоне успехов восстания в Гидатле прошёл съезд восставших, куда прибыли члены грузинского правительства Жордания и Рамишвили для оценки обстановки, они пообещали поддержку. К ноябрю грузины передали повстанцам 2400 винтовок, четыре пулемёта, вагон вооружения и мануфактуры.

### Наступление большевиков
11-я армия РККА пришла на помощь гарнизонам в Хунзахе и Гунибе, чтобы вместе с ними вернуть Ботлих. Поступил приказ из Хунзаха наступать на сёла Чалда, Могох, Аракани к востоку и Буцра, Шагада, Матлас — на севере, а также на центральное направление (Тлох и Ботлих), и на юго-западное — по Аваро-Кахетинской дороге. Части из Гуниба направились в сторону Ругуджа. В результате боёв во второй половине ноября русские у Хунзаха достигли почти всех целей. Хунзахский гарнизон продвинулся к Ботлиху, взяв Матлас и ближние сёла. Юго-западная группа также продвинулась. Полк из Гуниба взял Кулла, Бацада, Унты и Шулани, но выполнить приказ продвинуться дальше не сумел.

### Инициатива повстанцев
Тем временем Мухаммад Саид Шамиль вёл переговоры с французами касательно помощи Врангелю. Они пришли к соглашению, что Врангель признает право горцев на самоопределение. В конце октября Мухаммад отправил представителей в Крым, чтобы заключить окончательный договор с бароном. Но в ноябре Врангель потерпел окончательное поражение в Гражданской войне, и его войска эвакуировались из Крыма.
К началу ноября Тодорский оценивал численность повстанцев в 3400 человек: 2800 пехотинцев и 600 всадников. Они заняли Гимры и ближайшие аванпосты. В первые дни ноября большевики потеряли 389 человек, что вынудило Тодорского отдать приказ сосредоточить усилия только на удержании и укреплении Хунзаха и Гуниба.
9 ноября красный полк двинулся из Грозного поддержать взятие Ботлиха с северной стороны. Они шли без горных разведчиков. В Ведено оставили 100 бойцов, которые не смогли идти дальше из-за болезней. К югу от Харачоя их обстреляли повстанцы, на следующий день они дошли до села Хой, где оставили одну роту в качестве резерва. 16 ноября без боя был взят Ботлих, 18 ноября две роты двинулись в соседнее село Муни, откуда после перестрелки повстанцы отступили в Ортаколо. На жителей Муни наложили контрибуцию, у них взяли заложников, разоружили, а также провели реквизицию имущества. Красноармейский отряд в 250 штыков пошёл дальше на Ортаколо. Захватив это село, они не успели расставить охрану. С тыла зашли повстанцы и при помощи мунинцев перекрыли им путь к отступлению. Весь отряд в 250 человек был ликвидирован 18 ноября. Узнав об этом, гарнизон в Ботлихе решил пойти на переговоры и сдал крепость и оружие в обмен на возможность прохода в Чечню. Ворвавшиеся в крепость повстанцы убили командиров и политкомиссаров, а 600—700 солдат оставили без одежды на морозе, из них только немногие сумели добраться до крепости Ведено. Повстанцы захватили значительное количество вооружения. Победа в Ботлихе открыла путь в Чечню, что позволяло соединиться с чеченскими повстанцами. Очередная крупная победа воодушевила повстанцев и негативно повлияла на боевой дух русских красноармейцев.
Один из красных батальонов занял Цатаних, другой попал в буран и сбился с пути, из-за чего его обстреляли с флангов и со стороны Моксоха и на две трети уничтожили. Батальон отошёл из Цатаниха.
«Последние события на юге Дагестана, где предатель Гоцинский выступил против свободы Дагестана, являясь выполнителем воли генерала Врангеля, того самого Врангеля, который при Деникине, борясь с повстанцами, разрушал аулы горцев Северного Кавказа, – эти события говорят о многом.
Я должен отметить, что дагестанский народ в лице своих красных партизан в боях с Гоцинским, защищая свою Советскую власть, доказал тем самым свою преданность красному знамени.
Если вы прогоните Гоцинского, врага трудящихся Дагестана, то тем самым оправдаете доверие, которое оказывает высшая Советская власть, давая Дагестану автономию».
По всей линии фронта красноармейцами была проведена разведка боем. Повстанцы смогли перехватить инициативу, окружили и уничтожили роту у Оркачи. Другие силы РККА подверглись внезапной атаке в Гоцобе, из-за чего они с крупными потерями отступили в Большой Гоцатль. Из Шагады красноармейцев также отбросили в Геничутль. Атака восставших на Матлас была отбита, в Мочохе отряд Алибека Богатырёва был окружён и уничтожен. Тодорский продолжал оборонять Гуниб и Хунзах.
К декабрю повстанцы контролировали значительную зону протяжённостью от селений Гуниб и Кумух вплоть до Кавказского хребта и северо-запада Дагестана.

### Декабрьские бои
Получать поддержку через Грузию стало невозможно из-за зимних погодных условий в горах.
3 декабря повстанцы выбили большевиков из Большого Гоцатля. Вскоре был взят Гергебиль. Гуниб с Хунзахом снова осадили. 10 декабря отряд красноармейцев выбили из Хаджалмахи, хаджалмахинцы поддержали восстание. К 15 декабря были взяты Аймаки и село Леваши Даргинского округа. Леваши большевики вскоре захватили обратно. Взятие Аймаки позволяло продвинуться к Темир-Хан-Шуре и перенести боевые действия на приморскую часть Дагестана. Далее были заняты Охли и Кулецма вместе с близким к ним участком шоссе. Наступление было остановлено красноармейцами с помощью артиллерии и бронемашин. Но отбить потерянные позиции, кроме придорожных Охли и Кулецма, они не могли, в горных ущельях бронемашины подвергались мощным обстрелам.
Повстанческое движение начало переноситься и на Кази-Кумухский округ. Под командованием Ибрагима-Хаджи 18 декабря был взят Чох и через неделю, 24 декабря, Кумух. 20 декабря группа красноармейцев выдвинулась в сторону Хаджалмахи, на Аймакинских высотах встало отделение, открывшее огонь из артиллерии по селу. Большевики беспрепятственно подошли к Хаджалмахи, после чего были отброшены ураганным огнём в Леваши, где им удалось удержаться благодаря броневикам. Попытка атаки стоила большевикам 160 бойцов, рядовых и командиров. Повстанцы в ходе трёхдневных сражений ценой больших потерь пытались взять Леваши, но не сумели из-за наличия у красноармейцев артиллерии и броневиков.

### Поражения повстанцев
К воюющим частям Красной армии прибыло подкрепление из резервов Кавказского фронта. Со свежими силами Тодорский начал атаку на Гуниб с трёх направлений: Гимры, Аймаки и Хаджалмахи. Со стороны Гимры был начат артиллерийский обстрел. С Аймаки шло вспомогательное движение, основной удар шёл по главной дороге у Хаджалмахи. Это привело к победе. 2 января Гуниб с 140 пленными был взят под руководством Караева. Это стало первым крупным поражением восставших, означавшим, что пик восстания уже прошёл.
Следующей целью был Хунзах, но прежде него надо было взять Гергебиль, где был командный пункт. 8 января начали наносить первые удары по Гергебилю и Аймаки. В атаку шли тремя колоннами — правая, центральная и левая. Первая двинулась штурмовать Аймаки, но не преуспела, потеряв позиции между Ахкентом и Охли. Колонна по центру выбила повстанцев восточнее Гергебиля. Левая, двигаясь по берегу реки, оказалась в засаде и беспорядочно бежала в Куппу с потерями в 292 человека, включая командиров. На следующий день полки снова пошли в атаку, но были отброшены и заняли позиции на высотах в несколько километрах от села, 3 батальона окопались в другом месте. Потери составляли 70 человек. Следующие три дня — 10, 11 и 12 января — в ходе боёв красноармейцы не смогли подобраться к Гергебилю с восточной и южной сторон. Попытка овладеть Салтинским мостом провалилась. За первую неделю похода погибло 558 красноармейцев. Атаки предпринимались до 20 января. Впервые за всю войну командование разрешило использовать самолёты. 24 января большевики взяли Салтинский мост, но в тот же день повстанцы его снова отбили. Гергебиль был окружён, начался обстрел артиллерией. 25 января начался штурм, но село не было взято. Было решено пойти на повторный штурм в два часа ночи, что стало внезапностью для повстанцев. Окончательно село было взято только в шесть часов вечера. Потери красноармейцев составили менее ста человек, у восставших — в несколько раз больше. В этот же день большевиками были взяты Хварада и Кикуни, на следующий день – Аймаки. Сёла Корода, Мурада, Дарада, Маали и Салтинский мост были взяты без боя. 28 января вылазка из Хунзаха сняла осаду, которая началась ещё 7 декабря.
По оценкам Тодорского, повстанческое войско на конец января имело при себе 9690 бойцов: в Андийском округе 4400 человек, в том числе 1000 всадников при 23 орудиях; в Аварском — 3630 человек, в том числе 830 всадников при 15 орудиях; в Гунибском — 660 человек, в том числе 260 всадников под командованием полковника Омара Пиралова со штабом в Согратле; в Кази-Кумухе — 1000 человек, в том числе 400 всадников под предводительством шейха Ибрагима-Хаджи.
Дальнейшей задачей РККА было взятие Аракани. С этой целью были начаты бои за Чалда и ближние сёла, с 31 января по 4 февраля эти пункты переходили от одной стороны к другой пять раз, их взяли 8 февраля, началось окружение Аракани. Через два дня был взят Кодутль. 13 февраля началась битва за Аракани, утром следующего дня он пал.
Село Гимры придерживалось нейтралитета во время восстания, что не устраивало командование РККА. В январе была начата осада села с применением артиллерии. Эта операция считалась самой трудной и кровопролитной за всю кампанию. Помимо массированной бомбардировки, против гимринцев применялось химическое оружие. Осада длилась до 9 февраля 1921 года. Село было взято 18 февраля без боя. В этот же день тоже без боя была взята Ашильта, но ночью, когда отряды спали, ворвались повстанцы и при поддержке жителей перебили красногвардейцев. 19 февраля красноармейцы снова взяли село.

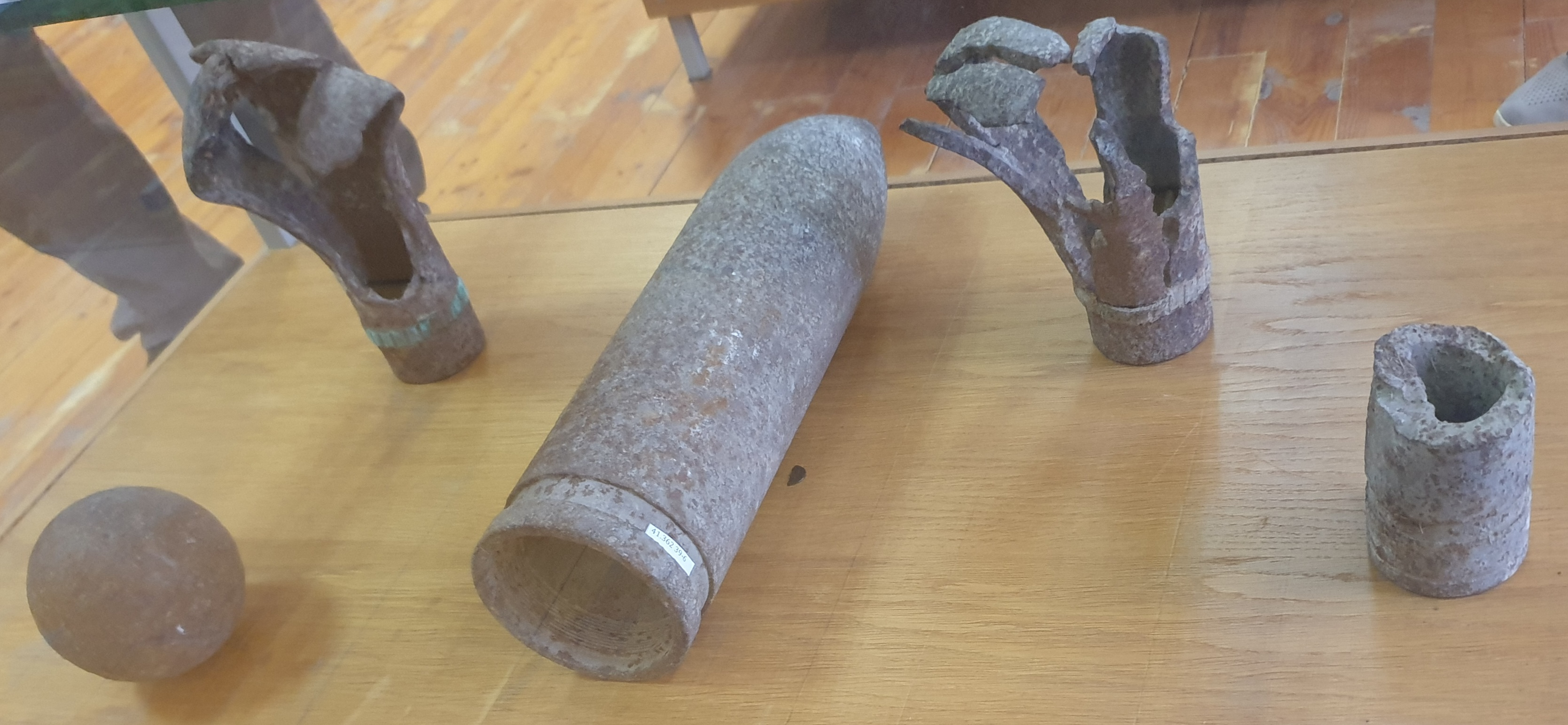
Снаряды Гражданской войны, найденные в Гимры. Гимринский историко-краеведческий музей

### Действия в Чечне
Повстанцам нужно было отвлечь красные силы и найти новые источники пропитания. Поэтому к восстанию попытались привлечь жителей Чечни, где в горах, на границе в Андийским округом, начали формироваться отряды с планами идти на Ведено, Шатой и Грозный. К чеченскому восстанию Гоцинский и его приближенные отношения не имели, его возглавлял Саид Шамиль, движение носило религиозный характер. В январе—феврале восставшие контролировали Аллерой, Бильт-аул, Беной, Ведено, Шатой, Сержень-Юрт, Автуры, Эрсеной, Гуни. Военные действия в Чечне не могли приобрести такого размаха, как в Дагестане, из-за жёсткого контроля со стороны Красной армии. 19 января дагестанцы из Андинского района совместно с чеченцами из Беноя внезапно атаковали красногвардейский батальон в Дарго и Белгатое при поддержке находившихся там в подполье повстанцев. Батальон понёс большие потери и отошёл в Тазен-Калу. В дальнейшем части РККА покинули и Тезен-Калу, где чеченские проводники организовали засаду, что снова привело к тяжёлым потерям среди красноармейцев. 21 января элитный кавалерийский полк попал в окружение под Аллероем. Командир полка погиб при попытке прорыва, полк потерял десять командиров и 83 курсанта. В марте чеченское восстание было уже подавлено. С 7 по 14 марта было взято большинство опорных пунктов: Дарго, Аллерой, Беной, Датах и Тезен-Кала.

### Подавление восстания
В феврале советские войска оккупировали Грузию. После взятия Гимры повстанцы из Аварского округа отступили в андийские горы. Ругуджа и Согратль были взяты после ожесточённого сопротивления 9 и 14 февраля, соответственно. Повстанцы всё ещё контролировали весь Западный Дагестан и район северо-западнее Хунзаха с передовыми постами в Мочохе, Матласе и Сиухе.
3 марта Левандовский докладывал об окончательном подавлении восстания. Местерух и Карата захватили 4 марта. 5 марта без боя взяли Ботлих, 7 марта ― Ансалту, 8 марта — Цидитль, Сиух, Мехелта, Шавдух, Цунди и многие другие. Анди и ближние сёла взяли 9 марта. 11 марта красноармейцы взяли Кахабросо, Бетли, Цатаних, Ирганай и Чиркей, через три дня — Артлух, Данух, Аргвани и Гадари. Красноармейцы уже контролировали территорию до границы с Чечнёй. Одновременно с этим были взяты основные опорные пункты повстанцев в Чечне. Наступление пошло на юг, сёла были взяты, а население разоружено. Некоторые повстанцы начали исчезать и смешиваться с населением.
Вскоре отряды Джафарова и Алиханова численностью около трёхсот бойцов, укрывавшиеся в труднодоступной приграничной местности, возобновили сопротивление, которое продолжалось в основном в Дидойском участке. Повстанцы заняли выгодные для обороны горные позиции, к ним вела только Аваро-Кахетинская дорога, представлявшая из себя вьючную тропу, которую невозможно было обойти из-за снега. Попытка обхода стоила красному отряду пятерых человек и двенадцать лошадей, свалившихся с обрыва. Для продвижения пришлось ждать до мая. 25 марта Тодорский обратился к частям Красной армии, находившимся в Грузии, чтобы они атаковали повстанцев с их стороны. В конце марта повстанцы собрали свои последние силы, около 800 человек, для контратаки, но она оказалась малоэффективна против превосходящих сил.
Последним оплотом повстанцев оставался Гидатль. Последний отряд, возглавляемый полковником Джафаровым, насчитывал 250—300 человек и включал в себя немногочисленных уцелевших руководителей восстания, полковника Алиханова и трёх его сыновей, лейтенанта Хасана Абакарова, а также население аулов Бежта и Гидатль. Но вскоре и он был взят Красной армией. Джафаров бежал в подполье, Пиралов был убит позже. Абакаров, по словам Тодорского, был пойман живым, но покончил с собой, прыгнув с Гидатлинского моста в реку.
1 мая власти объявили об амнистии рядовым повстанцам, добровольно сложившим оружие. К середине мая боевые действия закончились.

## Потери и последствия
По сведениям Тодорского, за 9 месяцев восстания Красная армия потеряла 5000 человек. Как пишет профессор Магомед Абдулаев, «потери были не просто большими, а очень большими, особенно среди красноармейцев из России. Целые полки, бригады погибли, и в силу того, что не знали условий местности и опыта войны в горных условиях». У повстанцев потерь было меньше, благодаря тактике партизанской войны, знанию местности и связи с населением.
Нажмудин ушёл в Чечню с планами на новое повстанческое движение. Раненый Саид Шамиль также покинул Дагестан и вернулся в Турцию. Кайтмаз Алиханов со своими сыновьями был пленён и убит. Полковник Джафаров, узнав, что его жену захватили, добровольно сдался.
В ходе восстания было уничтожено 90 крупных сёл. Сразу после окончания военных действий грянул голод. Война стала причиной усиления у местного населения русофобских настроений. Осенью 1921 года боевые действия возобновились в восьми округах Дагестана. Сравнивая антисоветское движение в Дагестане с подобными в других регионах СССР, Нажмудин Самурский писал, что «ни одной из восточных республик нашего великого Союза не пришлось выдержать борьбу со столь организованной реакцией, как это выпало на долю Дагестана». По словам Назира ад-Дургели, военное руководство решило разрушить три села, жители которых оказали особое сопротивление большевикам. Это были Хаджалмахи, Харкаб и Салта. Благодаря вмешательству Али-Хаджи Акушинского сёла были спасены от уничтожения.
Приказом РВС СССР № 76 от 26 мая 1923 года «благодарность в борьбе с мятежом Гоцинского» объявлена аулам: Унчукатль, Хунзах, Чох, Унцукуль и Хариколо, Доргели, Чиркей и Кумтор-Кала.

## В культуре

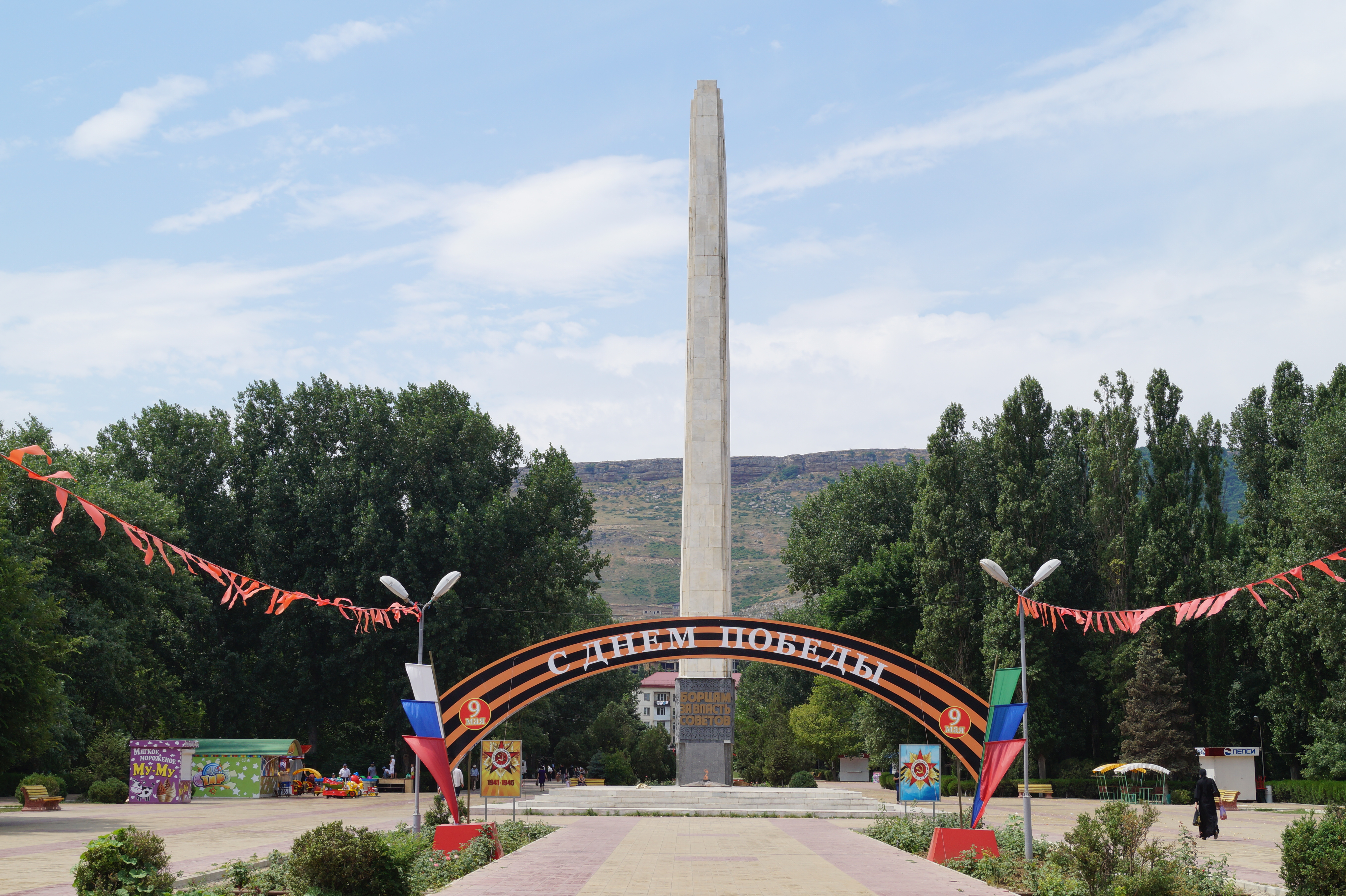
Памятник борцам за власть Советов в Махачкале. Объект культурного наследия России регионального значения

Как пишет исследовательница Мари Броксап, повстанцы наравне с воителями времён Шамиля остаются для своих потомков совершенным образцом героизма и символами национального освобождения. В свою очередь борцы за большевистскую власть героизировались советским государством: в Леваши, Гунибе, Хунзахе, Ботлихе, на братских могилах погибших красноармейцев и других местах были установлены памятники. В Аракани, где прошло одно из важнейших сражений этой войны, был установлен памятник красноармейцам, а вскоре после распада СССР жители села сами возвели также памятник погибшим повстанцам.
Сохранились мемуары большевиков-участников событий, а также Магомеда Джафарова. О боевых действиях в Дагестане Тодорский написал книгу «Красная Армия в горах».

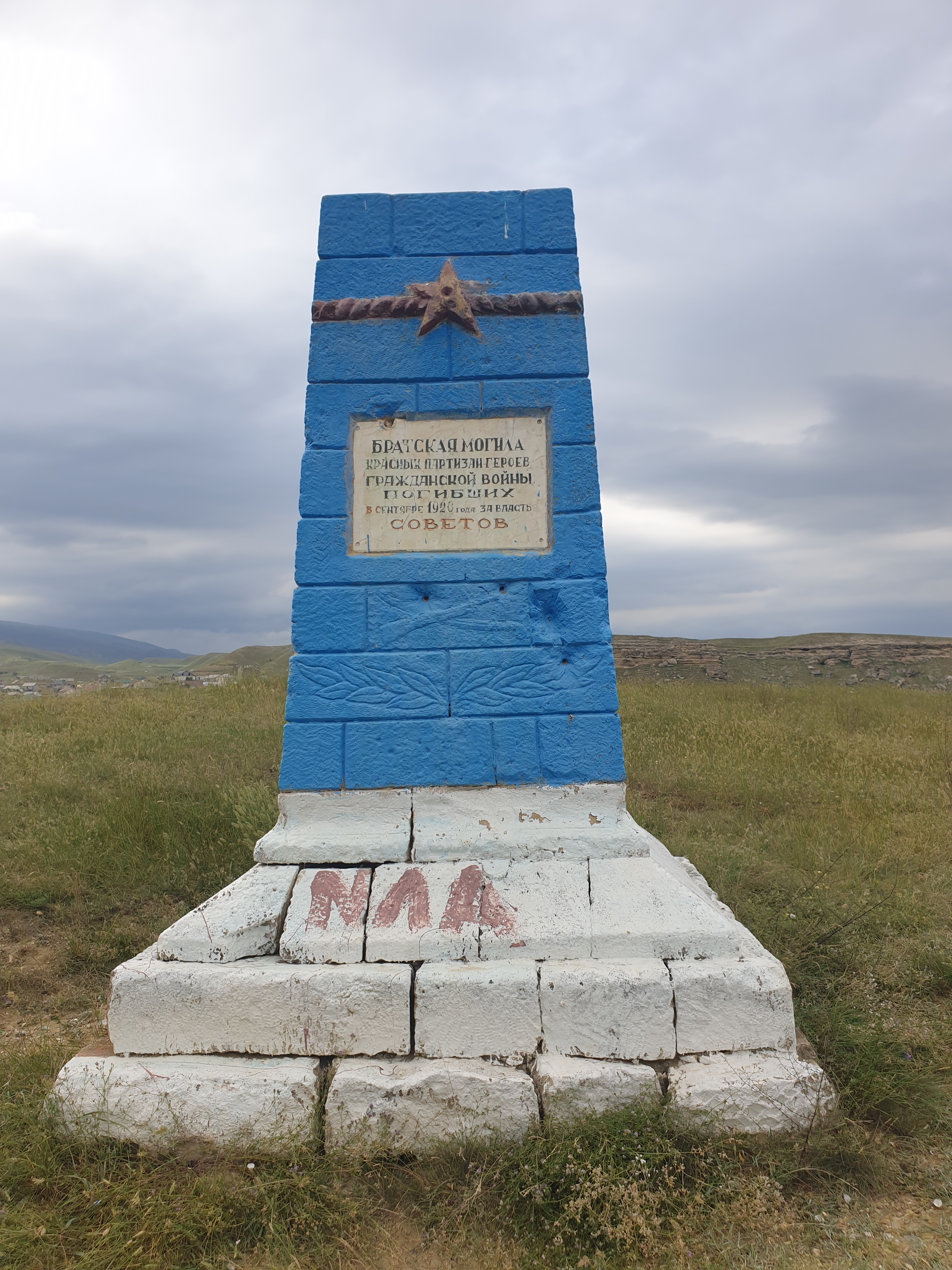
Памятник на братской могиле красных партизан в Леваши

Восстание оказало влияние на культуру советского Дагестана. Расул Гамзатов писал: «Водрузив красное знамя на вершине горы, Дагестан закрутил усы. Из чалмы лжеимама Гоцинского он сделал пугало, а самого имама покарала революция», «Кровавой метлой вымела революция из горской земли всю нечисть. Теперь лишь чахлые тела „защитников и спасителей Дагестана“ бродят где-то в чужих краях». О событиях восстания сохранились различные истории и рассказы. Гамзатов повествует об осаде повстанцами Хунзахской крепости под руководством Джафарова и Алиханова, оборону держали красные партизаны Муслима Атаева. Осада шла шесть месяцев, но ежедневно стрельба прекращалась на два часа, когда жёны партизан выходили из крепости к роднику, чтобы набрать воду для осаждённых. Полковник Алиханов предложил: «Давай не пустим женщин к роднику. Пусть отряд Атаева подохнет от жажды», на что Джафаров ответил: «Если мы будет стрелять в женщин, идущих за водой, то весь Дагестан отвернётся от нас».
Среди жителей сёл, которых коснулось восстание, сохранились воспоминания о карательных операциях большевиков по подавлению повстанческого движения. В 2020 году в селе Куппа была установлена памятная стела восьмидесяти жителям села, погибшим от рук красноармейцев. По словам очевидцев, в феврале 1921 года по приказу Тодорского в течение двух дней красноармейцы в Геничутле перебили 68 безоружных; на следующий день оставшихся в живых сельчан помиловали и из-за заступничества Муслима Атаева выслали из села, а их дома были отданы на разграбление солдатам. 11 марта 1921 года в Сивухе отряд Тодорского во время пятничной молитвы взял мечеть в осаду, арестовал и взял в заложники мужчин, а также потребовал выдать 500 винтовок, 300 пистолетов и участников восстания. Жители не могли выполнить условия, завязалась перестрелка; сначала были расстреляны заложники, а затем по приказу командования — всё население села, не успевшее сбежать до начала операции, 132 безоружных сивухца.

## В историографии
Восстание осталось незамеченным и в западном, и в мусульманском мирах. В советской историографии особо отмечалась иностранная поддержка восстания со стороны Антанты или Турции, стремившихся отторгнуть Кавказ от России. Так, историк А. Чернобаев писал: «заклятый враг дагестанских трудящихся Гоцинский, используя английское золото, вновь поднял антисоветский мятеж». Ленин характеризовал антисоветские выступления первых годов большевистской власти словосочетанием «политический бандитизм», который представлял из себя борьбу классов и имел цель свергнуть советскую власть и восстановить буржуазный строй. Подобным образом в большинстве документов и исследований советского периода, а также в некоторых современных работах, повстанцы упоминаются как «бандиты», «банды», а Гоцинский — как «главарь банд». Такому подходу оппонирует современный историк Хаджи-Мурад Доного, аргументируя, что из советского определения слова «бандитизм» вытекает, что большевики, пришедшие к власти путём вооружённого переворота с помощью терактов и нападений на госучреждения, сами являются «бандитами». Поэтому исследователь считает более правильным и беспристрастным определение «повстанцы» для указания участников восстания. Восстание стало запретной темой в Советском Союзе после 1927 года, когда началась антиисламская политика, что усугубилось и запретом на исследование повстанческих движений, особенно на Северном Кавказе, из-за чего в СССР в 1930—1940-х годах прекратилось издание научных работ на тему восстания. В дальнейшем публиковались тематические сборники документов о победе советской власти, Гражданской войне и достижениях СССР в сфере хозяйства.
На основе сведений Джона Баддели английский историк Уильям Аллен и русский писатель Павел Муратов написали главу о восстании в своей книге про историю войн на Кавказе. Истории повстанческого движения посвящена статья британского учёного Мари Броксап. Политическая сторона восстания, в частности, попытки членов горского правительства обеспечить восстание иностранной поддержкой мировых держав и связать боевые действия с другими участками антибольшевистского фронта, освещается в труде грузинского историка Георгия Мамулиа «Забытый газават».

### Комментарии
1. ↑  «Максим», «Льюис», «Кольт»
2. ↑  Местные руководители утверждали, что размещение крупных иноземных войск в горах приведёт к грабежам и насилию, что только спровоцирует население на ещё большее противодействие
3. ↑  «Бандитизм — организация вооружённых групп (банд, шаек) для нападения на государственные общественные учреждения, предприятия, либо на отдельных лиц, а также участие в таких бандах и совершаемых ими действиях. В годы гражданской войны и военной интервенции бандитизм, преследуя в основном политические цели, являлся одной из наиболее острых форм проявления мелкобуржуазной контрреволюции...»[79]